# Grallenia lipi
Grallenia lipi és una espècie de peix de la família dels gòbids i de l'ordre dels perciformes.

## Morfologia
- Els mascles poden assolir 1,6 cm de longitud total i les femelles 1,88.[3][4]

## Hàbitat
És un peix marí, de clima tropical i demersal.

## Distribució geogràfica
Es troba al Pacífic occidental: Indonèsia.

## Observacions
És inofensiu per als humans.